# Holota János
Holota János (Érsekújvár, 1890. június 26. – Santiago de Chile, 1958. október 10.) csehszlovákiai magyar ügyvéd, politikus.

## Élete
Szülei Holota János és Kmety Borbála voltak. Frank István káplán keresztelte. Feleségét Schwartz Friderikát Budapesten vette feleségül.
Középiskoláit Érsekújvárott végezte, majd a budapesti Pázmány Péter Tudományegyetemen tanult jogot, illetve rendőrtisztképző tanfolyamot végzett. Ezután tíz évig az érsekújvári rendőrség munkatársa volt. Az első világháborúban mint repülő-főhadnagy az orosz, olasz és balkáni harctéren szolgált. Több kitüntetést szerzett. Az államfordulat után nyugdíjazták. 1920-ban fordítói irodát nyitott. Részt vállalt az Országos Magyar Kisgazda, Földmíves és Kisiparos Pártnak (Magyar Nemzeti Párt) megszervezésében. 1925-től nemzetgyűlési képviselő, illetve 1923–1938 között Érsekújvár városbírója volt. 1937-ben is megválasztották az egyesült pártok érsekújvári szervezetének elnökévé.
Sportember volt, magyar diszkoszvető bajnok. Egyik alapítója és alelnöke a Csehszlovákiai Magyar Testnevelő Szövetségnek. Az első bécsi döntés után Budapesten a felvidéki minisztérium munkatársa, majd mint behívott képviselő, a magyar országgyűlés tagja lett. 1945 és 1949 között jelentős szerepet vállalt a Csehszlovákiából Magyarországra menekült és áttelepített magyarok megsegítésében (Szlovákiából Menekült Demokrata Magyarok Tanácsa). 1950-ben emigrált és lányainál Chilében telepedett le.

## Művei
- 1938 A legmagyarabb város 20 esztendeje. Érsekújvár és vidéke 57/45, 3 (1938. november 7.)
- 1951 Emlékirat. (kézirat)
- 1959 The attitude of the Hungarians in Czechoslovakia. In: Hungarians in Czechoslovakia. New York